# Route nationale 4 (Luxemburg)
Die Nationalstraße 4 oder N4 ist eine luxemburgische Nationalstraße, die durch die Kantone Lëtzebuerg und Kanton Esch-Uelzecht verläuft. Sie führt von Lëtzebuerg nach Esch/Alzette und von da nach Frankreich, wo sie Anschluss an die französische D16 hat. Seit der Inbetriebnahme der Autoroute 4 ist sie teilweise durch diese ersetzt worden.

## Streckenverlauf der N4

### Luxembourg – Leudelange
Die N4 beginnt in der Stadt Luxemburg am Brüsseler Platz, an dem sie von der N2, N7 und N50 abzweigt. Von dort führt sie über die Avenue Marie-Thérèse, nach links über die Route d’Esch durch die Stadtteile Hollerech, Gaasperech und die Gewerbezone Cloche d’or (überquert dort die A6). Seit der Kreisel Schaarfen Eck 2019 abgerissen wurde, stößt die N4 auf Höhe des nationalen Fußballstadions auf den Boulevard de Kockelscheuer und die CR186. Die N4 verläuft weiter nach rechts, läuft ein Stück über den Boulevard de Kockelscheuer weiter in Richtung Route d’Esch in Richtung Leudelange. Sie überquert mittels Brücke die A4 in Richtung Industriegebiet Grasbësch bis zum Ortsausgang Leudelange, wo sie nahtlos in die A4 übergeht.

### Pontpierre
Ein zweiter Teil der N4 verlief bis 2021 auf dem Gebiet von Pontpierre, wo die N4 quer durch den gesamten Ort führte.

### Esch/Alzette
Das dritte Teilstück der N4 verläuft von der Ausfahrt Esch/Alzette (Ausfahrt 5) der A4 über die Route de Luxembourg durch Lallange bis in das Zentrum von Esch/Alzette entlang dem Bahnhof als Boulevard John F. Kennedy und dann weiter über den Boulevard Prince Henri bis zum Kreisel Um Däich, an den auch die N31 und die CR168 angebunden sind.

## Entwicklung der N4
Die Straße Luxemburg-Esch/Alzette-französische Grenze existiert seit 1843. Sie wurde seinerzeit als „Escher Strooss“ bezeichnet und hat die vormalige Klassifizierung als „belgische Grande route de deuxième classe“ ersetzt, die von Luxemburg nach Esch/Alzette verlief;
Mit der Umklassifizierung von Teilen des stattlichen Straßennetzes kam es zu einer Reihe von Änderungen bezüglich der N4:

### 1958
Knapp 500 m sind zwischen der Kreuzung Lallange von Nationalstraße in einen Chemin repris (CR) herabgestuft worden.

### 1969 an 1976
Mit der Inbetriebnahme der einzelnen Bauabschnitte der A4 zwischen 1969 und 1976 sind folgende Teile der N4 heruntergestuft worden:
- zwischen den Abfahrten Pontpierre (Nr. 3) und Esch-Lallange (Nr. 5) wurde die N4 durch die N4B bzw. die A4 ersetzt (1969);
- von der Ausfahrt Leudelange-Sud (Nr. 2) bis nach Pontpierre-Foetz (4) wurde die N4 1976 durch die A4 ersetzt;

### 1995
In Esch/Alzette wurden verschiedene Gemeindestraßen zur N4 hochgestuft: ein Teil des Boulevard Prince Henri, ein Teil der Avenue des Terres-rouges, d’Rue des Acacias und des Boulevard Berwart. Hingegen wurden Teile der Rue d’Audun und Teile der Rue de Luxembourg zu Gemeindestraßen herabgestuft.

### 2021
Per Gesetz vom 15. Dezember 2021 über die Umklassifizierung des Straßennetzes ist die Rue d’Europe in Pontpierre in eine Gemeindestraße heruntergestuft worden.

## Bilder

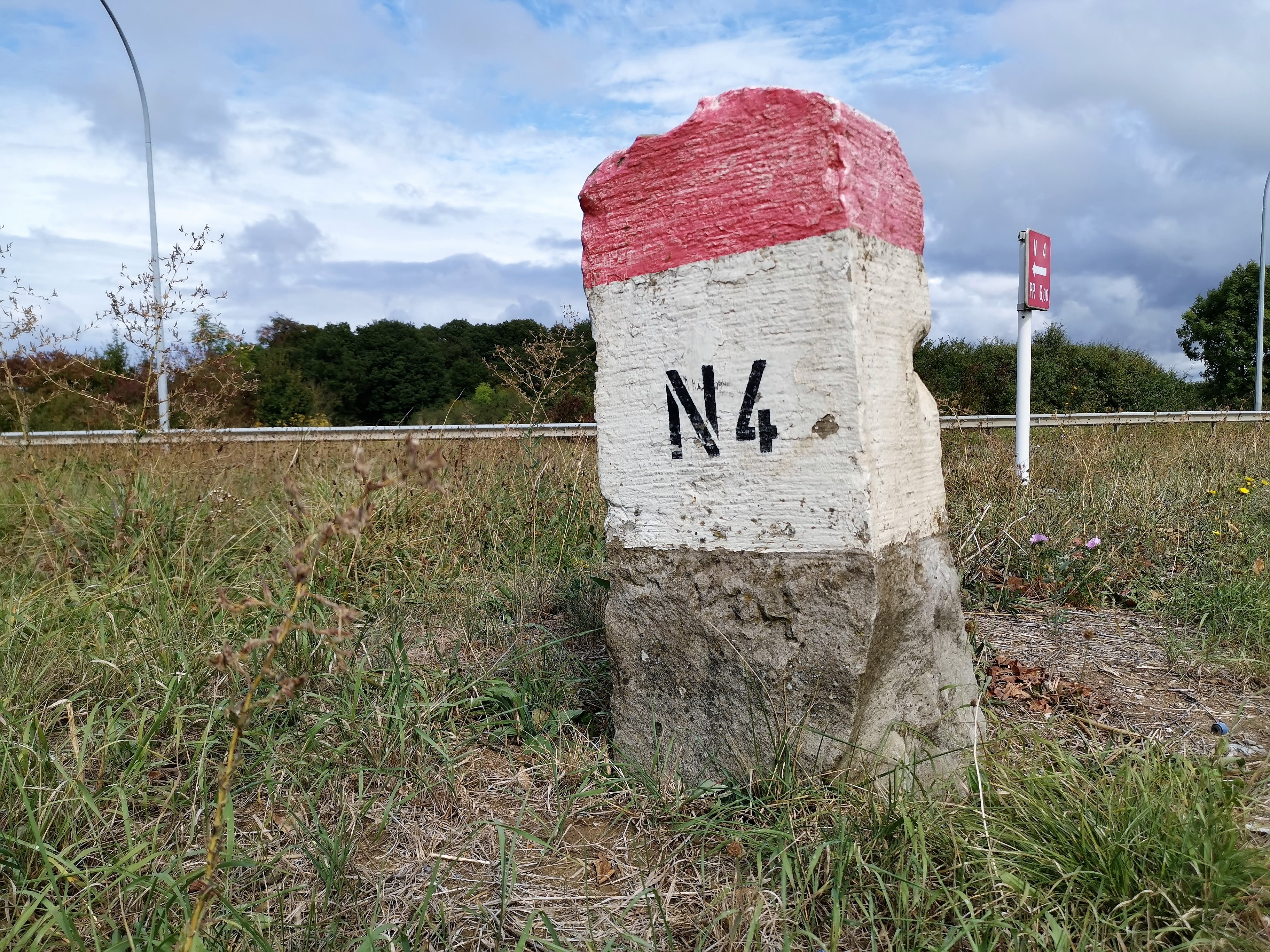
Kilometerstein bei Leudelange
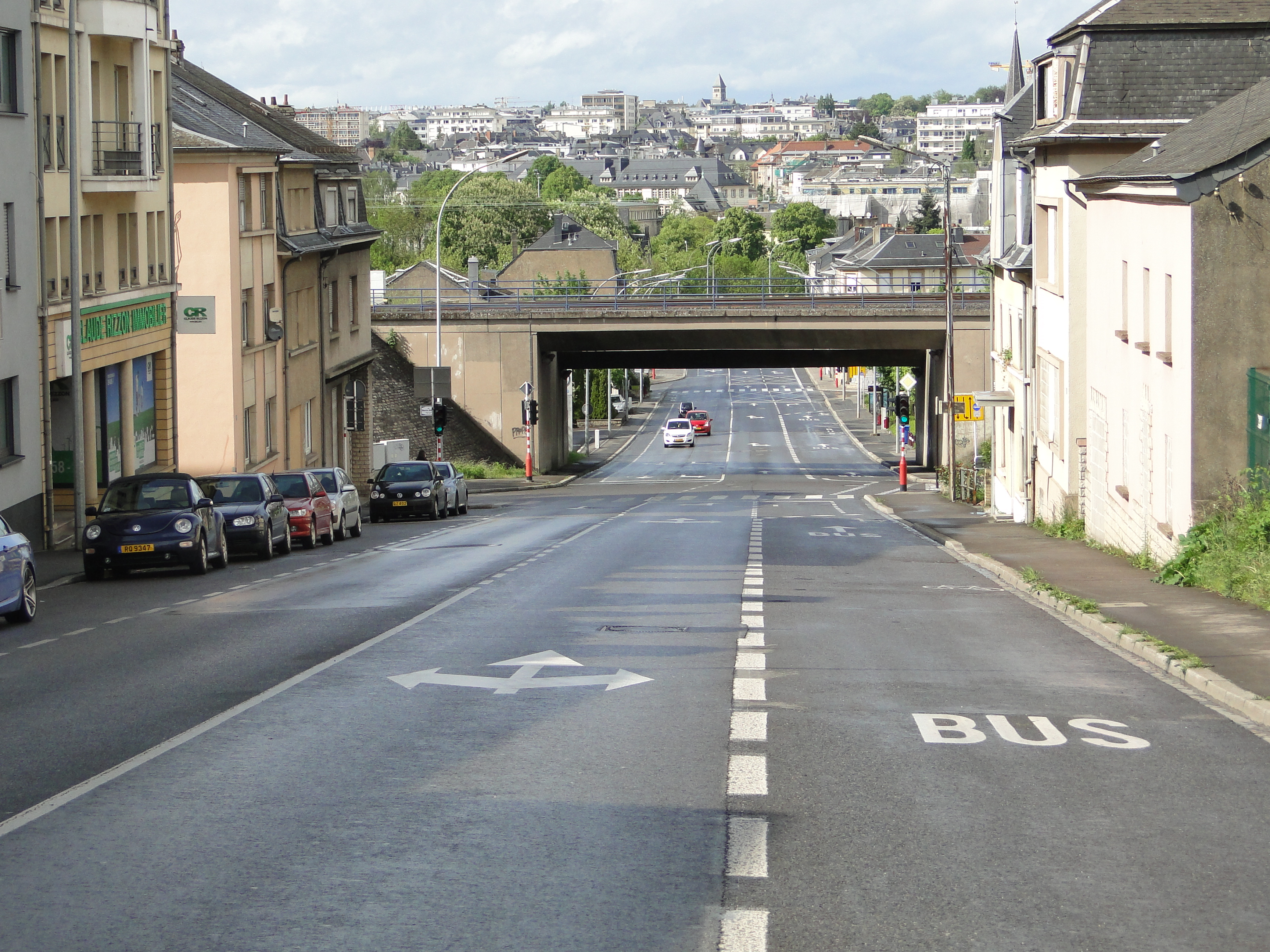
N4 in Luxembourg-Gasperich (Rte. d’Esch)
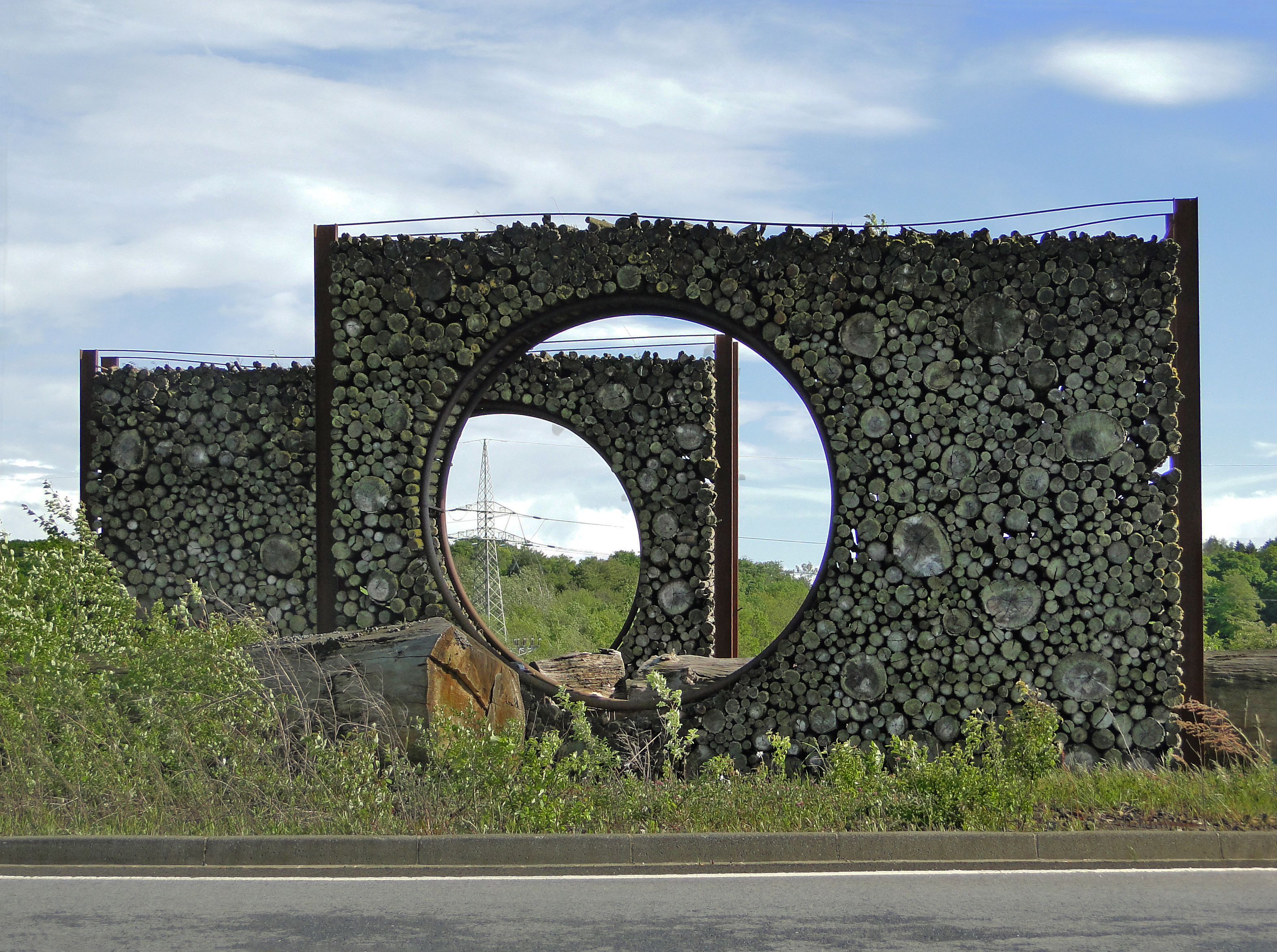
Früherer Kreisel „Scharfen Eck“
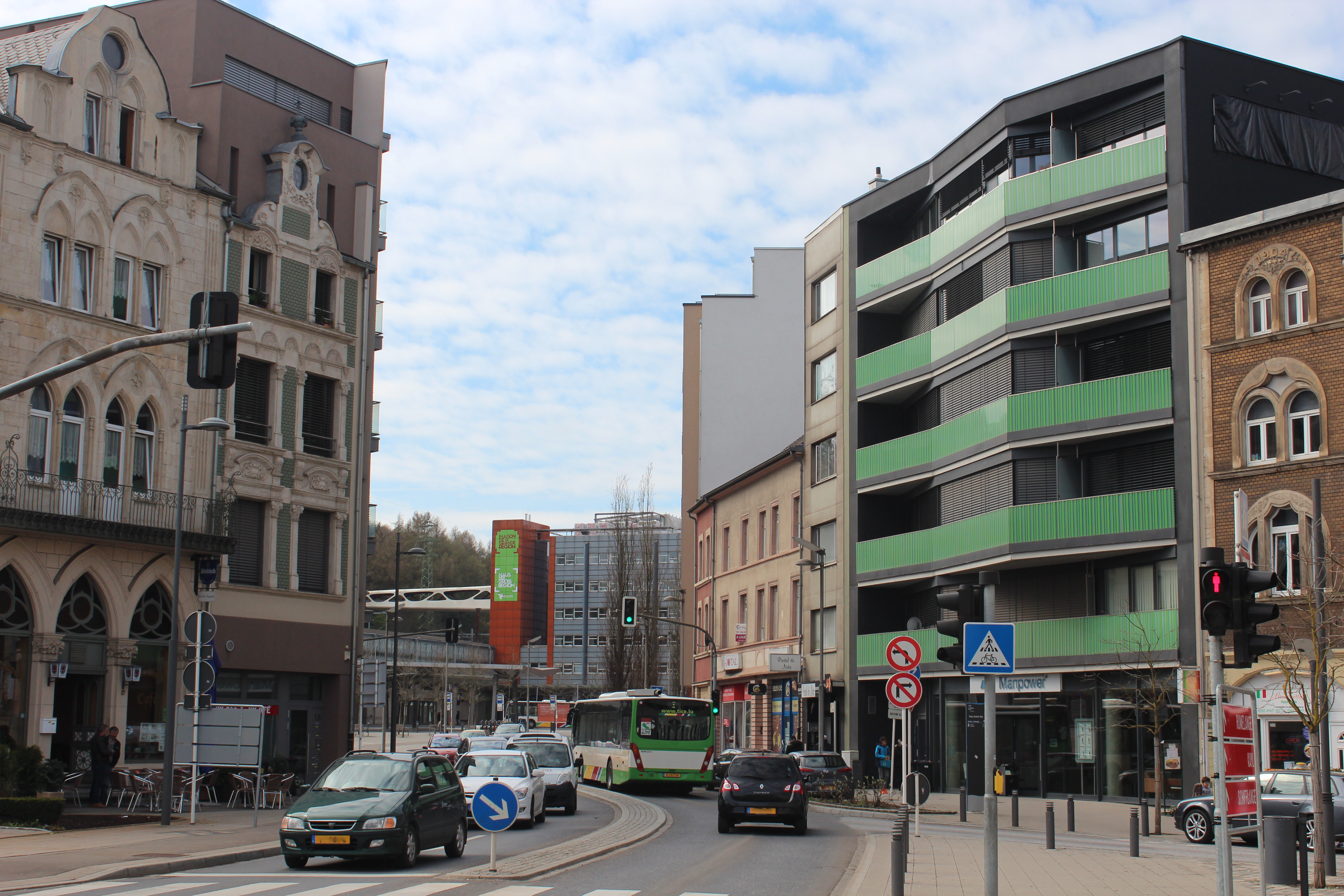
N4 am Bvd. Kennedy in Esch/Alzette